# 魏新 (足球教练)
魏新（1975年4月18日—），中国前足球运动员、现役主教练。

## 球员生涯
魏新的球员生涯离不开重庆足球，在生涯顶峰时曾经入选过国家队参加2004年亚洲杯。1988-1993年魏新在重庆体工队，1994年魏新在队员都来自于重庆体工队的乙级联赛球队重庆渝海効力，1996年球队易名为重庆嘉陵。魏新从1998年开始在前卫寰岛効力，2000年获得中国足协杯冠军，同年前卫寰岛易名为重庆力帆，自此魏新在重庆力帆効力至2006年退役。

## 教练生涯
2006年他兼任力帆的执行教练，2007年赛季开始前退役并正式出任主教练。2008年率领重庆力帆重返中超。2009年重返中超之后，重庆力帆连许多轮积分垫底，魏新提出辞职，而他提出的接任人选正是当年他在国家队的主教练、荷兰人阿里·哈恩，魏新则改任助理教练。赛季结束后，哈恩离队，魏新被任命为球队的代理主帅。2010年1月6日，李树斌成为重庆队的主教练，魏新则再次改任助理教练。同年7月重庆力帆官方宣布，李树斌因战绩不佳下课，魏新作为第一执行教练带领教练组代行主教练职责。